# Station Longbeck
Longbeck is een spoorwegstation van National Rail in Marske-by-the-Sea, Redcar and Cleveland in Engeland. Het station is eigendom van Network Rail en wordt beheerd door Northern Rail. Het station is geopend in 1985.